# V. C. Andrews
Virginia Cleo Andrews, más conocida como V.C. Andrews o Virginia C. Andrews (Portsmouth, Virginia, 6 de junio de 1923-Virginia Beach, Virginia, 19 de diciembre de 1986) fue una escritora estadounidense famosa por su novela Flores en el ático.

## Biografía
Andrews era la menor de tres hermanos, su infancia transcurrió entre Portsmouth y Rochester (Nueva York). Cuando era una adolescente sufrió una caída que le produjo lesiones que la obligaron a permanecer el resto de su vida en una silla de ruedas. Trabajó como artista comercial mientras publicaba varias novelas cortas y relatos en diferentes revistas hasta que su obra Flores en el ático consiguió el número 1 de las listas y se convirtió en una escritora de éxito. Murió a la edad de 63 años de cáncer de mama.

## Libros
Sus trabajos combinan el terror gótico y la historia de una saga familiar, incluyendo la descripción de terribles secretos o amores prohibidos. 
El éxito de sus obras (traducidas a numerosos idiomas) ha hecho que otro autor, Andrew Neiderman, haya sido contratado tras la muerte de la autora para continuar la escritura de novelas que siguen siendo publicadas con el nombre de V. C. Andrews.

### Saga Dollanganger
La primera serie de novelas de Andrews se centra en la vida de la familia Dollanganger y se publicó entre 1979 y 1986.
Las dos primeras novelas, Flores en el ático y Pétalos al viento, se centran en los niños Dollanganger: Chris, Cathy, Cory y Carrie. Después de perder a su padre en un accidente, los Dollangangers son encarcelados en un ático por su madre y horrible abuela; Flores en el ático habla de su encarcelamiento, la muerte de uno de los niños y el posterior escape de los otros tres. Pétalos al viento retoma la historia justo después de su escape de la buhardilla. Si hubiera espinas y Semillas del ayer siguen contando su historia. En estas, el enfoque cambia a los niños de Cathy: Jory y Bart después de la mudanza de una misteriosa mujer y su mayordomo a la casa de al lado y el cambio de Bart hacia sus padres a raíz de las visitas a dicha casa. Jardín sombrío es una precuela que cuenta la historia de los abuelos, Olivia y Malcolm Foxworth, y los padres de los niños, Corinne Foxworth (deletreado Corrine en los primeros cuatro de la serie y, a continuación, escrito Corinne en Jardín sombrío), y Christopher Foxworth Dollanganger.
- Flores en el ático (1979)
- Pétalos al viento (1980)
- Si hubiera espinas (1981)
- Semillas del ayer (1984)
- Jardín sombrío (1986, terminada por Andrew Neiderman)

### Saga Casteel
La saga Casteel fue la segunda serie de novelas escritas por Andrews. Los cinco libros fueron publicados entre 1985 y 1990. Dos libros fueron publicados antes de la muerte de Andrews y tres después. Se trata de la última serie que se sabe inició la misma Andrews.
La serie sigue la vida de una familia con problemas de Virginia Occidental, originalmente desde el punto de vista de Heaven, una joven cuya madre de catorce años de edad murió durante el parto, y se ocupa de su relación de amor/odio con su padre. El narrador se desplaza a la hija de Heaven, Annie, y luego a Leigh, madre de Heaven.
- Los sueños de Heaven Leigh (1985)[4]
- Angel Negro (1986)
- Corazones Caídos (1988) (comenzada por Andrews, terminada por Neiderman)
- Las Puertas del Paraíso (1989) ("inspirado" por Andrews, terminado por Neiderman)
- Telaraña de Sueños (1990) ("inspirado" por Andrews, terminado por Neiderman)

### Saga Cutler
Esta serie y todas las novelas posteriores fueron escritos por Neiderman, pero se atribuyen a Andrews.
Publicados entre 1990 y 1993, esta serie de libros abarca casi 80 años de la historia de la familia Cutler. Los tres primeros libros; Dawn, Secretos de la mañana, y El hijo del crepúsculo, siguen al personaje Dawn desde su infancia hasta su matrimonio y posterior regreso a la mansión Cutler. Susurros de medianoche se centra en la hija de Dawn, Christie. La hora más oscura, el último libro de la serie, se remonta en el tiempo para centrarse en la abuela de la Dawn, Lillian.
- Aurora (Dawn) (1990)
- Secretos del amanecer  (Secrets of the Morning) (1991)
- Hija del crepúsculo (Twilight's Child) (1992)
- Susurros de medianoche (Midnight Whispers) (1992)
- La hora más oscura (Darkest Hour) (1993)

### Saga Landry
Esta serie de novelas se centra en la familia Landry; Ruby Landry, su hija Pearl, y la madre de Ruby, Gabrielle (llamada Gabriel en Tarnished Gold). Las novelas, situadas en los pantanos de Luisiana, se publicaron entre 1994 y 1996.
- Ruby (1994)
- Un destello en la niebla (Pearl in the Mist) (1994)
- Fulgor Oculto (All That Glitters) (1995)
- La joya secreta (Hidden Jewel) (1995)
- Oro Turbio (Tarnished Gold) (1996)

### Saga Logan
La serie sigue a Melody Logan desde un parque de remolques en Virginia Occidental hasta Cape Cod mientras ayuda a sus familiares a lidiar con los problemas que preferirían olvidar. Melody comienza como el personaje principal en Melody, Heart Song y Unfinished Symphony. El cuarto libro, Music in the Night, cuenta la historia de la prima de Melody, Laura, que murió antes de los acontecimientos del primer libro. El quinto libro, Olivia, sirve como precuela de la serie, con Olivia, la tía abuela de Melody, como el personaje principal.
- Melody (1996)
- La canción del corazón (Heart Song) (1997)
- Sinfonía inacabada (Unfinished Symphony) (1997)
- Música en la noche (Music in the Night) (1998)
- Olivia (1999)

### Saga Orphans
La serie Huérfanos se centra en la vida de cuatro adolescentes huérfanos, Janet (Butterfly), Crystal, Brooke y Raven, quienes son enviados al orfanato Lakewood House.
- Janet (Butterfly) (1998)
- Crystal (1998)
- Brooke (1998)
- Raven (1998)
- Runaways (1998)
- Orphans (2000) (ómnibus)

### Saga Wildflowers
La serie Wildflowers se trata de un grupo de chicas que asisten a terapia por orden de un tribunal y por qué se les ordenó asistir. Los cuatro primeros sirven como precuelas de las sesiones de terapia, mientras que el último trata sobre lo que pasó después. El sexto libro es la recopilación de las primeras cuatro historias de la serie.
- Misty (1999)
- Star (1999)
- Jade (1999)
- Cat (1999)
- En el jardín (1999)
- The Wildflowers (2001) (ómnibus)

### Saga Hudson
La serie cuenta la historia de Rain Arnold Hudson, una niña concebido en una relación birracial entre un hombre negro y una mujer blanca rica. Su historia se cuenta en Rain, Lightning Strikes y Eye of the Storm. El cuarto libro, The End of the Rainbow, es la historia de su hija, Summer. La serie había terminado con cuatro libros, hasta que una precuela, titulada Gathering Clouds, se anunció. El libro se lanzó junto con la adaptación a película de Rain y revelar la historia de la madre biológica de Rain.
- Rain (2000)
- Lightning Strikes (2000)
- 'Eye of the Storm' (2000)
- 'The End of the Rainbow' (2001)
- Gathering Clouds (2007)

### Saga Shooting Stars
La serie Shooting Stars cuenta la historia de cuatro chicas, cada una con antecedentes, educación y talentos diferentes. Cada uno de los primeros cuatro libros se centran en cada una de las chicas, Cinnamon, una actriz que lidia con su abuela dominante; Ice, un cantante cuya madre desea nunca haber tenido una hija; Rose, una bailarina que lidia con las consecuencias del suicidio de su padre, y Honey, una violinista cuyo abuelo ve a un pecado en todo lo que ella hace. El último libro es Falling Stars, contada desde el punto de vista de Honey, en el que las cuatro chicas se reúnen en la Escuela Senetsky de Artes en Nueva York donde tratan de descubrir los secretos de su instructora, Madame Senetsky.
- Cinnamon (2001)
- Ice (2001)
- Rose (2001)
- Honey (2001)
- Falling Stars (2001)
- Shooting Stars (2002) (ómnibus)

### Saga DeBeers
La serie de la familia DeBeers es la historia de Willow DeBeers, quien se entera por su cruel madrastra que su verdadera madre fue una paciente de su padre. Los dos primeros libros, Willow y Wicked Forest relatan el encuentro de Willow con su madre y su medio hermano en Palm Beach, Florida, su matrimonio, que termina de forma amarga, y el nacimiento de su hija, Hannah, quien es el personaje principal de Twisted Roots. Into the Woods es la primera precuela de la serie sobre Grace, la madre de Willow, y lo que la llevó a ser internada en el hospital. Hidden Leaves y Dark Seed están relatados ambos desde la perspectiva del padre de Willow, Claude, y cuentan cómo conoció a Grace y cómo nació Willow. Curiosamente, algunas novelas en la serie DeBeers presentan cartas de personajes de otras novelas de V.C. Andrews, como Ruby Landry y Annie Stonewall.
- Willow (2002)
- Wicked Forest (2002)
- Twisted Roots (2002)
- Into the Woods (2003)
- Hidden Leaves (2003)
- Dark Seed (2001) [e-book ahora impreso en ejemplares de Hidden Leaves]

### Saga Broken Wings
La serie Broken Wings trata sobre tres delincuentes juveniles, Robin Taylor, Teal Sommers, y Phoebe Elder, y cómo cada una actúa por varias razones. Son enviadas a la Escuela para Niñas de la Dra. Foreman, a cargo de la abusiva Dra. Foreman, en una parte aislada del sudoeste.
- Broken Wings (2003)
- Midnight Flight (2003)

### Saga Gemini
La serie Gemini sigue a Celeste, una joven que se ve obligada por su madre, fanática de la Nueva Era, a asumir la identidad de su hermano gemelo muerto, Noble. La historia de Celeste se relata en Celeste y Black Cat. El tercer libro, Child of Darkness, se trata de la hija de Celeste, Baby Celeste.
- Celeste (2004)
- Black Cat (2004)
- Child of Darkness (2005)

### Saga Shadows
La serie Shadows trata sobre una adolescente llamada April Taylor, quien es baja de altura, no demasiado talentosa o popular, y gorda. El primer libro se centra en la relación de April con su atlética hermana mayor, Brenda, y la muerte de sus padres. El segundo libro se centra en las aventuras de April después de mudarse con una familia adoptiva en California.
- April Shadows (2005)
- Girl in the Shadows (2006)

### Saga Early Spring
La única novela de V.C. Andrews en presentar a una niña pequeña durante todo el libro. Jordan March, a diferencia de todos los demás personajes de V.C. Andrews que tienen dieciséis o doce, comienza de seis años y luego cumple los siete. El libro se trata de una niña que se está desarrollando muy rápido.
- Broken Flower (October 2006)
- Scattered Leaves (Feb 27, 2007)

### Saga Secrets
Según Neiderman, esta serie trata sobre «la historia de dos niñas de ciudades pequeñas, un asesinato, y el ático que utilizan y convierten en algo muy especial». Neiderman explica que los dos libros están inspirados levemente en una historia real.
- Secrets in the Attic (September 2007)
- Secrets in the Shadows (April 2008)

### Saga Delia
La serie Delia trata sobre una joven latina, Delia, cuyos padres murieron en un accidente de tránsito en México y cómo debe ella hacer frente a vivir con su tía en una familia mexicano-estadounidense, rica y a veces cruel.
- Delia's Crossing (September 2008)
- Delia's Heart (December 2008)
- Delia's Gift (February 2009)

### Saga Heavenstone
- Heavenstone Secrets (2009)
- Secret Whispers (March 2010)

### Saga Kindred
- Daughter of Darkness (2010)
- Daughter of Light (2012)

### Saga March Family
- Family Storms (2011)
- Cloudburst (2011)

### Saga Forbidden
- The Forbidden Sister (2013)
- The Forbidden Heart [E-book] (2013)
- Roxy's Story (2013)